# John Mortimer Fourette Smith
John Mortimer Fourette Smith (* 23. Juni 1935 in Orange, New Jersey; † 22. Januar 2019  in Lawrenceville, New Jersey) war ein US-amerikanischer Geistlicher und römisch-katholischer Bischof von Trenton.

## Leben
John Mortimer Fourette Smith empfing am 27. Mai 1961 die Priesterweihe für das Erzbistum Newark.
Papst Johannes Paul II. ernannte ihn am 20. November 1987 zum Weihbischof in Newark und Titularbischof von Tres Tabernae. Der Erzbischof von Newark, Theodore McCarrick, spendete ihm am 25. Januar des nächsten Jahres die Bischofsweihe; Mitkonsekratoren waren Peter Leo Gerety, Alterzbischof von Newark, und Walter William Curtis, Bischof von Bridgeport.
Am 25. Juni 1991 wurde er zum Bischof von Pensacola-Tallahassee ernannt. Am 21. November 1995 wurde er durch Johannes Paul II. zum Koadjutorbischof von Trenton ernannt. Nach dem Rücktritt von John Charles Reiss folgte er ihm am 30. Juni 1997 als Bischof von Trenton nach. Am 1. Dezember 2010 nahm Papst Benedikt XVI. seinen altersbedingten Rücktritt an.

## Einzelnachweis
1. ↑  Bishop John Smith, who led Trenton diocese, has died